# За сонцем хмаронька пливе…
«За сонцем хмаронька пливе…» — вірш Тараса Шевченка, написаний 1848 року на Косаралі.

## Історія написання
Збереглося декілька чистових автографів вірша: чорновий автограф фрагмента (рядки 1—12) вірша в альбомі Шевченка 1846—1850 років; чистовий автограф у «Малій книжці»; чистовий автограф у «Більшій книжці». Автографи не датовано.
Вірш датується дослідниками за місцем чорнового автографа в альбомі Шевченка 1846—1850 рр., в якому записано також вірші «Дурні та гордії ми люди…», «Готово! Парус розпустили…», «Ми восени таки похожі…», уривки інших творів періоду перебування Шевченка в Аральській експедиції, а також часом зимівлі Аральської описової експедиції (1848—1849 роки) з 26 вересня 1848-го на Косаралі, орієнтовно: кінець вересня — грудень 1848 року, місце написання — Косарал.
Найраніший відомий текст — чорновий автограф частини вірша (перших дванадцяти рядків) в альбомі Шевченка 1846—1850 років. В автографі є незавершені рядки, багато недописаних слів, закреслень і виправлень. До «Малої книжки» Шевченко переписав твір під № 2 у другому зшитку за 1849 рік, очевидно, помилково. У вірші змальовано вечірній морський пейзаж, отже, створено його, ймовірніше, ще на Косаралі 1848-го, а не в Раїмі, куди Шевченко поїхав у січні 1849 року. Твір занесено до «Малої книжки», орієнтовно наприкінці 1849-го — на початку 1850 року (до арешту 23 квітня), з ранішого автографа, очевидно, в альбомі малюнків 1846—1850 років. Чимало варіантів вірша в «Малій книжці» та в альбомі 1846—1850 років. збігаються (рядки 1, 3, 5, 10). Головна відміна між цими джерелами — заключні чотири рядки (13—16), відсутні в незавершеному первісному автографі. Під час переписування до «Малої книжки» Шевченко виправив рядки 11 та 12.
У 1858 році, не раніше 18 березня і не пізніше 22 листопада, він переніс з «Малої книжки» до «Більшої книжки» ґрунтовно доопрацьований текст вірша. В багатьох рядках його першої частини (рядки 1—10) Шевченко зробив локальні виправлення — замінив окремі слова. Кардинальних змін зазнала друга частина. Відкинуто рядки 13—16. Намічені в них у «Малій книжці» картина природи та спричинені нею переживання ліричного героя розгорнуто в остаточному тексті на більшій площі, виразніше, поетично викінчено, з більшою психологічною переконливістю.
Найімовірніше, з «Малої книжки» вірш перенесли до рукописного списку невідомої особи з окремими виправленнями Шевченка кінця 1850-х років, що належав Л. Жемчужникову й не зберігся. Деякі відміни цього списку подав О. Кониський. Усі зафіксовані ним варіанти збігаються з текстом «Малої книжки», проте охоплюють не всі розбіжності між «Малою книжкою» і «Більшою книжкою» (О. Кониський порівнював так званий список Л. Жемчужникова з надрукованим за «Більшою книжкою» текстом вірша у виданні: «Кобзарь Тараса Шевченка» (Львів, 1893 рік, частина 2, стор. 34)).

## Публікація
Вперше вірш надруковано за «Більшою книжкою» в журналі «Основа» (1861 рік, № 11/12, стор. 4—5). Вперше введено до збірки творів у виданні: «Кобзарь Тараса Шевченка / Коштом Д. Е. Кожанчикова» (СПб., 1867 рік, стор. 445) і того ж року у виданні: «Поезії Тараса Шевченка» (Львів, 1867 рік, том 1, стор. 243).
Відомі дослідникам списки вірша «За сонцем хмаронька пливе…» походять від перших його публікацій: у збірці «Сочинения Т. Г. Шевченка» (1862); список з «Основи»; у рукописних «Кобзарях» — 1865 рік, переписаному Д. Демченком, 1866 рік, другої половини XIX століття; в збірнику віршів та поем, без кінця, другої половини XIX століття тощо.

## Складова
Вірш — один з небагатьох зразків пейзажної лірики Шевченка, в якій відбилися його безпосередні враження від краєвидів Аральського моря.

## Музика
Музику до твору писали М. Кропивницький, М. Лисенко, П. Сениця, Я. Ярославенко.